# Estabilitat estructural
En matemàtiques, l'estabilitat estructural és una propietat fonamental d'un sistema dinàmic, la qual cosa significa que el comportament qualitatiu de les trajectòries no es veu afectat per petites pertorbacions (per ser exactes C1 -pertorbacions petites).
Exemples d'aquestes propietats qualitatives són el nombre de punts fixos i les òrbites periòdiques (però no els seus períodes). A diferència de l'estabilitat de Lyapunov, que considera les pertorbacions de les condicions inicials per a un sistema fix, l'estabilitat estructural tracta les pertorbacions del propi sistema. Les variants d'aquesta noció s'apliquen a sistemes d'equacions diferencials ordinàries, camps vectorials en varietats llises i fluxos generats per aquestes, i difeomorfismes.
Els sistemes estructuralment estables van ser introduïts per Aleksandr Andronov i Lev Pontryagin el 1937 amb el nom de "systèmes grossiers", o sistemes en brut. Van anunciar una caracterització dels sistemes aproximats en el pla, el criteri Andronov-Pontryagin. En aquest cas, els sistemes estructuralment estables són típics, formen un conjunt dens obert a l'espai de tots els sistemes dotats de la topologia adequada. En dimensions superiors, això ja no és cert, la qual cosa indica que la dinàmica típica pot ser molt complexa (cf. atractor estrany). Una classe important de sistemes estructuralment estables en dimensions arbitràries la donen els difeomorfismes i els fluxos d'Anosov. Durant el final dels anys 50 i principis dels 60, Maurício Peixoto i Marília Chaves Peixoto, motivats pel treball d'Andronov i Pontryagin, van desenvolupar i demostrar el teorema de Peixoto, la primera caracterització global de l'estabilitat estructural.

## Definició
Sigui G un domini obert en Rn amb un tancament compacte i un límit dimensional suau (n − 1). Considereu l'espai X1 (G) que consisteix en restriccions a G de camps vectorials C1 sobre R n que són transversals al límit de G i estan orientats cap a dins. Aquest espai està dotat de la mètrica C1 de la manera habitual. Un camp vectorial F ∈ X1 (G) és estructuralment estable si per a qualsevol pertorbació F1 prou petita, els fluxos corresponents són topològicament equivalents a G: existeix un homeomorfisme h: G → G que transforma les trajectòries orientades de F en el trajectòries orientades de F1. Si, a més, per a qualsevol ε > 0 l'homeomorfisme h es pot triar per ser C0 ε -prop del mapa d'identitat quan F 1 pertany a un veïnat adequat de F depenent de ε, aleshores F s'anomena estructuralment estable. Aquestes definicions s'estenen d'una manera senzilla al cas de varietats llises compactes n -dimensionals amb límit. Andronov i Pontryagin van considerar originalment la propietat forta. Es poden donar definicions anàlogues per als difeomorfismes en lloc de camps i fluxos vectorials: en aquest entorn, l'homeomorfisme h ha de ser una conjugació topològica.
És important tenir en compte que l'equivalència topològica es realitza amb una pèrdua de suavitat: el mapa h no pot ser, en general, un difeomorfisme. A més, encara que l'equivalència topològica respecta les trajectòries orientades, a diferència de la conjugació topològica, no és compatible amb el temps. Així, la noció rellevant d'equivalència topològica és un debilitament considerable de la conjugació C 1 naïf dels camps vectorials. Sense aquestes restriccions, cap sistema de temps continu amb punts fixos o òrbites periòdiques podria haver estat estructuralment estable. Els sistemes estructuralment estables febles formen un conjunt obert en X 1 (G ), però es desconeix si la mateixa propietat es manté en el cas fort.

## Exemples
Les condicions necessàries i suficients per a l'estabilitat estructural dels camps vectorials C 1 al disc unitari D que són transversals al límit i a la S 2 de dues esferes s'han determinat en el document fundacional d'Andronov i Pontryagin. Segons el criteri d'Andronov-Pontryagin, aquests camps són estructuralment estables si i només si tenen només un nombre finit de punts singulars (estats d'equilibri) i trajectòries periòdiques (cicles límit), que són tots no degenerats (hiperbòlics) i no tenen connexions cadira a cadira. A més, el conjunt no errant del sistema és precisament la unió de punts singulars i òrbites periòdiques. En particular, els camps vectorials estructuralment estables en dues dimensions no poden tenir trajectòries homoclíniques, cosa que complica enormement la dinàmica, tal com va descobrir Henri Poincaré.

L'estabilitat estructural de camps vectorials llisos no singulars al torus es pot investigar mitjançant la teoria desenvolupada per Poincaré i Arnaud Denjoy. Utilitzant el mapa de recurrència de Poincaré, la qüestió es redueix a determinar l'estabilitat estructural dels difeomorfismes del cercle. Com a conseqüència del teorema de Denjoy, una orientació que preserva el difeomorfisme C2 ƒ del cercle és estructuralment estable si i només si el seu nombre de rotació és racional, ρ(ƒ) = p/q, i les trajectòries periòdiques, totes tenen període q, no són degenerats: el jacobià de ƒ q als punts periòdics és diferent de 1, vegeu el mapa circular.